# Sahastata sabaea
Espèce
Sahastata sabaea est une espèce d'araignées aranéomorphes de la famille des Filistatidae.

## Distribution
Cette espèce est endémique du Yémen.

## Publication originale
- Brignoli, 1982 : Contribution à la connaissance des Filistatidae paléarctiques (Araneae). Revue arachnologique, vol. 4, p. 65-75.